# ヴェロニク・ボゲール
ヴェロニク・ボゲール（Véronique Bogaerts, 1955年6月28日 - ）は、ベルギーのヴァイオリニスト。

## 経歴
イクセルに生まれる。4歳の時からヴァイオリンを始める。初等教育を受けつつラ・ルヴィエール音楽院に通い、ブリュッセル王立音楽院とエリザベート王妃シャペル・ムジカーレでカルロ・ファン・ネステの薫陶を受けた。ネステとの師弟関係は1980年に彼女がエリザベート王妃国際音楽コンクールに9位入賞を果たすまで続いた。
ボゲールのコンクール歴は、上記エリザベート王妃国際音楽コンクール2位入賞のほかに、マリア・カナルス国際コンクール2位入賞、チリ国際コンクール優勝、テヌート・コンクール優勝などが挙げられる。
18歳の頃から母校のブリュッセル王立音楽院で室内楽とヴァイオリンの講座を任される。数年後には、モンス王立音楽院でも教鞭をとるようになり、ブリュッセル王立音楽院の弦楽科長も務めるようになった。
主要な弟子は以下の通り
- ロレンツォ・ガット
- ヴィンセント・ヘップ[4]